# Sous contrôle
Production
Diffusion
Sous contrôle est une mini-série télévisée française en 6 épisodes créée par Charly Delwart et réalisée par Erwan Le Duc, et diffusée à partir du 5 octobre 2023 sur Arte.
Cette fiction est une coproduction d'Agat Films & Cie - Ex Nihilo et Arte France, réalisée avec le soutien de la région Île-de-France,,,.
Présentée en première mondiale au Festival Séries Mania à Lille en mars 2023,, elle remporte le prix de la meilleure série dans la compétition française,.

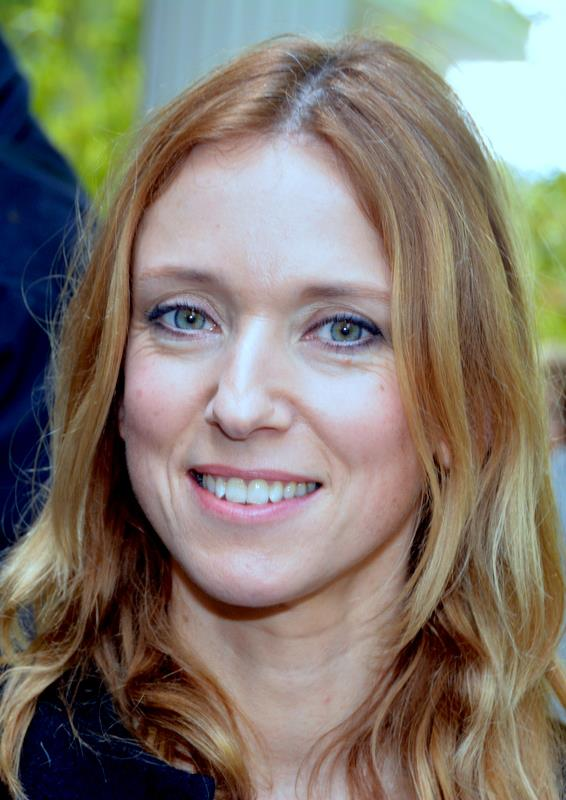
Léa Drucker.

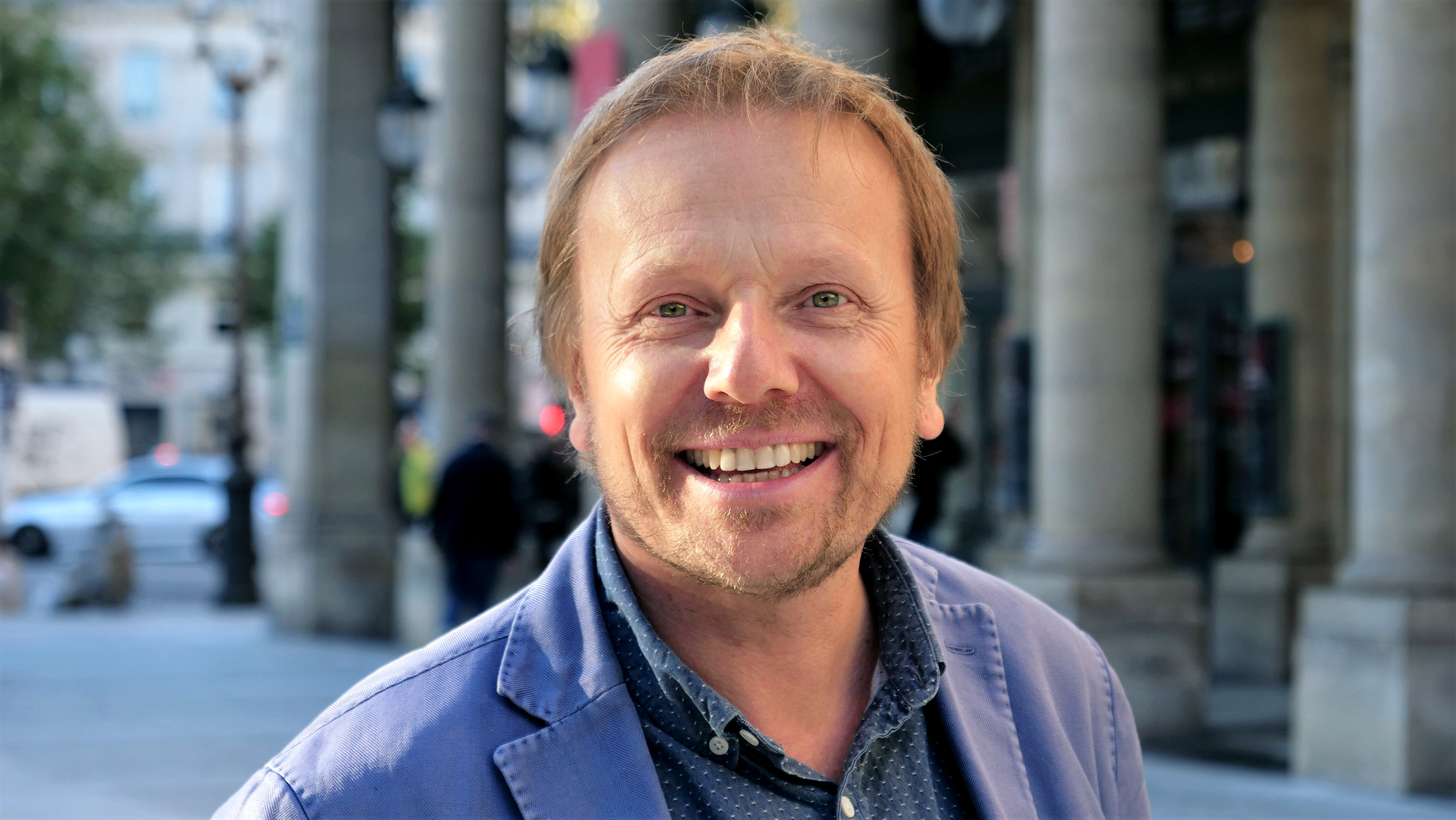
Laurent Stocker.

## Synopsis
Marie Tessier, directrice de l'ONG Docteurs du Monde, est nommée ministre des Affaires étrangères le jour où cinq Européens, dont deux Français, sont pris en otages par des terroristes au Sahel. En faisant de cette crise une affaire personnelle, Marie va franchir rapidement toutes les lignes rouges en s’efforçant de donner l’impression que tout est sous contrôle.

## Distribution
- Autorités françaises
  - Léa Drucker : Marie Tessier, dirigeante de l'ONG Docteurs du Monde et nouvelle ministre des Affaires étrangères
  - Samir Guesmi : le directeur de cabinet de la ministre
  - Laurent Stocker : le président de la République française
  - Marie-France Santon : Hélène Doulle, Ministre des Armées
  - Lionel Laget : Charles Gresson, le nouveau ministre des Affaires étrangères
  - Vincent de Crayencour : chef d'état major des armées - CEMA
  - Machita Daly : directrice de la communication du Quai d'Orsay
  - Samuel Churin : Marc Bragier, directeur de la DGSE
- Autorités européennes
  - Jochen Hägele (en) : Günter Allofs, le ministre allemand
  - Maya Sarac : Ivanka Zahovic, la ministre slovène
  - Salvatore Ingoglia : Federico Lombardo, le ministre italien
  - Eirin Forsberg : la ministre suédoise
- Otages
  - Nikola Krminac : Milas, l'otage slovène surnommé "Demis Roussos" par AIAO
  - Emanuele Arioli : Luigi, l'otage italien surnommé "Berlusconi"
  - Jürgen Genuit : Hans, le réalisateur allemand surnommé "Merkel"
  - Yannik Landrein : Jules, l'otage français surnommé "Chirak"
  - Hughes Jourdain : Adrien, l'otage français surnommé "Macron"
- Familles des otages
  - Louise Laine : Jeanne
  - Laetitia Spigarelli : la mère de Jeanne
  - Aude Saintier : la femme d'Adrien / "Macron"
  - Hélène Theunissen : la mère d'Adrien
  - Paul Minthe : le père d'Adrien
- Autres
  - Youssef Sahraoui : chef AIAO
  - Bass Dhem : le berger
  - Patrick d'Assumçao : le chauffeur du ministre des Affaires étrangères
  - Pascal Rénéric : Pierre Frenck, le négociateur
  - Lya Oussadit-Lessert : Emma, la fille de Marie Tessier

## Production

### Genèse et développement
La série est créée et écrite par Charly Delwart avec la collaboration de Benjamin Charbit, réalisée par Erwan Le Duc et produite par Muriel Meynard et Marc Bordure,,,,,.
Comme l'écrit Constance Jamet du Figaro Magazine : « Imaginée par le scénariste belge Charly Delwart, Sous contrôle cultive un mordant, un sens de l'absurde et de l'autodérision terriblement anglo-saxons. Fan absolu des classiques britanniques du genre comme The Thick of It et In the Loop, Charly Delwart assume la filiation et fait de l'arène politique une comédie de bureau comme une autre. C'est toute la finesse de sa plume. Sous contrôle n'entend pas dénigrer, moquer l'exercice du pouvoir ou verser dans le cynisme ». Charly Delwart lui précise : « L'idée était de montrer les hommes et les femmes derrière la fonction, leurs logiques, leurs failles. Le caractère impossible de ce métier : comment parvenir à agir malgré les nécessaires compromis ou compromissions ? Marie vient de la société civile. Son expérience lui a appris à décider dans l'urgence, elle se retrouve dans un monde, dont elle ne maîtrise pas du tout le mode d'emploi, où c'est tout le contraire ».

### Attribution des rôles
Le rôle principal est attribué à Léa Drucker. Constance Jamet du Figaro Magazine estime que « le prix de la meilleure série française décroché au festival Séries Mania doit beaucoup à sa sincérité ».

### Tournage
Le tournage de la série se déroule à Paris du 17 novembre au 23 décembre 2021 et au Sénégal du 6 au 16 janvier 2022.
Des scènes sont tournées dans les salons de la préfecture des Yvelines à Versailles, construite sous le Second Empire, qui est souvent appelée à tenir le rôle de l’un des grands palais parisiens, dans le cas présent à la fois l’Élysée et le Quai d’Orsay.
D'autres scènes ont été tournées dans les salons de l'hôtel de Soubise, à Paris. Les scènes se déroulant à Brasilia ont été tournées au Siège du Parti communiste français, construit par Oscar Niemeyer.

### Fiche technique
Sauf indication contraire, les informations mentionnées dans cette section peuvent être confirmées par les bases de données cinématographiques IMDb et Allociné,  présentes dans la section « Liens externes ».
- Titre français : Sous contrôle
- Genre : comédie dramatique, comédie politique[10]
- Production : Muriel Meynard et Marc Bordure[2]
- Sociétés de production : Agat Films & Cie - Ex Nihilo et Arte France[1],[3]
- Réalisation : Erwan Le Duc[1],[3],[10]
- Scénario : Charly Delwart[1],[3],[10]
- Musique : Julie Roué
- Décors : Gaëlle Usandivaras, Bertrand l'Herminier
- Costumes : Anne-Sophie Gledhill
- Photographie : Jordane Chouzenoux[2]
- Son : Raphaël Sohier[2]
- Montage : Guillaume Lauras, Amélie Massoutier[2]
- Maquillage : Noa Yehonatan
- Pays de production :  France
- Langue originale : français
- Format : couleur
- Nombre de saisons : 1
- Nombre d'épisodes[1],[3],[10] : 6
- Durée : 30 minutes[1],[3],[10]
- Date de première diffusion : 5 octobre 2023[12]

## Accueil

### Diffusion
La série est diffusée en intégralité le 5 octobre 2023 sur la chaîne Arte.

### Distinction
- Festival Séries Mania 2023 : prix de la meilleure série en compétition française[7]